# حديقة كازيرانجا الوطنية
حديقة كزيرنجا الوطنية (بالإنجليزية: Kaziranga National Park) (Kazirônga Rastriyô Uddan، تُنطق) هي حديقة وطنية في مقاطعة جولاغات ومقاطعة ناجاون بولاية أسام، في الهند. وتستضيف الحديقة -التي تُعتبر موقعًا من مواقع التراث العالمي- ثلثي وحيد القرن الهندي الموجود في العالم. وتضم حديقة كزيرنجا أكبر كمية من الببور مقارنة بالمناطق المحمية في العالم وتم إعلانها محمية للببور في عام 2006م. وتُعتبر الحديقة موطنًا لعدد كبير من الفيلة، وجاموس الماء البري وغزال المستنقعات. وتُعرف كزيرنجا بأنها منطقة الطيور الهامة حسب جمعية الطيور العالمية لحماية أنواع الطيور. ومقارنة بالمناطق المحمية الأخرى في الهند، حققت حديقة كزيرنجا نجاحًا ملحوظًا في حماية الحياة البرية. وتضم الحديقة التي تقع على حافة الهيمالايا الشرقية النقطة الساخنة للتنوع البيولوجي، أنواعًا كبيرة ومناظر طبيعية شاسعة.
وتتمتع كزيرنجا برقعة شاسعة من عشب الفيل الطويل والسبخات والغابات الرطبة الاستوائية عريضة الأوراق الكثيفة، وتتقاطع فيها أربعة أنهار رئيسة، منها نهر براهمابوترا، وتضم الحديقة العديد من المستنقعات الصغيرة. وكانت كزيرنجا موضوع العديد من الكتب والأغاني والأفلام الوثائقية. واحتفلت الحديقة بالذكرى المئوية لتأسيسها في عام 2005م حيث تم تأسيسها في عام 1905م كغابة محمية.

## معلومات أخرى
- Barthakur، Ranjit؛ Sahgal، Bittu (2005). "The Kaziranga Inheritance". Mumbai: Sanctuary Asia. {{استشهاد بدورية محكمة}}: الاستشهاد بدورية محكمة يطلب |دورية محكمة= (مساعدة)
- Dutta، Arup Kumar (1991). Unicornis: The Great Indian One Horned Rhinoceros. New Delhi: Konark Publication.
- Gee، E.P. (1964). The Wild Life of India. London: Collins.
- فكا الموت (Jaws of Death) — فيلم وثائقي أنتج عام 2005 بواسطة سيكيا غوتام عن الحيوانات التي توجد بحديقة كزيرنجا والتي تقع ضحية حركة المركبات أثناء عبورها الطريق السريع الوطني رقم 37، وقد فاز الفيلم بجائزة Vatavaran Award.
- Oberai، C.P. (2002). Kaziranga: The Rhino Land. New Delhi: B.R. Publishing. {{استشهاد بكتاب}}: الوسيط author-name-list parameters تكرر أكثر من مرة (مساعدة)
- Shrivastava، Rahul؛ Heinen، Joel (2007). "A microsite analysis of resource use around Kaziranga National Park, India: Implications for conservation and development planning". Journal of Environment and Development 16(2): 207–226. {{استشهاد ويب}}: الوسيط |مسار= غير موجود أو فارع (مساعدة) وروابط خارجية في |ناشر= (مساعدة)
- Shrivastava، Rahul؛ Heinen، Joel (2005). "Migration and Home Gardens in the Brahmaputra Valley, Assam, India". Journal of Ecological Anthropology 9: 20–34. {{استشهاد ويب}}: الوسيط |مسار= غير موجود أو فارع (مساعدة) وروابط خارجية في |ناشر= (مساعدة)
- Shrivastava، Rahul؛ Heinen، Joel (2003). "A pilot survey of nature-based tourism at Kaziranga National Park and World Heritage Site, India". "American Museum of Natural History: Spring Symposium". مؤرشف من الأصل في 2005-12-30.. {{استشهاد ويب}}: templatestyles stripmarker في |ناشر= في مكان 1 (مساعدة)، الوسيط |مسار= غير موجود أو فارع (مساعدة)، وروابط خارجية في |ناشر= (مساعدة)

## وصلات خارجية
- Kaziranga National Park
- "Kaziranga Centenary 1905–2005". مؤرشف من الأصل في 2008-02-14.
- "World Conservation Monitoring Centre". مؤرشف من الأصل في 2007-03-22.
- Department of Environment and Forests (Government of Assam)–Kaziranga
- 360 degree photos of some parts of Kaziranga
- Wild Grass - a locally-grown ecotourism model that supports conservation